# Serie B de Ecuador 2024
El Campeonato Ecuatoriano de Fútbol Serie B 2024, llamado oficialmente «LigaPro Ecuabet Serie B 2024» por motivos de patrocinio, fue la cuadragésima séptima (47.ª) edición de la Serie B del fútbol profesional ecuatoriano y la sexta (6.ª) bajo la denominación de LigaPro. El torneo fue organizado por la Liga Profesional de Fútbol del Ecuador y entregó dos cupos a la Serie A de la siguiente temporada. Comenzó a disputarse el 12 de marzo y finalizó el 30 de octubre.
Los clubes Leones del Norte y San Antonio, ambos equipos de la provincia de Imbabura, fueron los planteles ascendidos para esta temporada. Mientras que Gualaceo Sporting Club y Guayaquil City descendieron de la Serie A.

## Sistema de juego
El sistema de juego del Campeonato Nacional Serie B 2024 fue el mismo con respecto a la temporada pasada, es decir estuvo compuesto de una sola fase regular o clasificatoria que fue aprobado por parte de LigaPro el 4 de diciembre de 2023 durante el Consejo de Presidentes.
El Campeonato Ecuatoriano de Fútbol Serie B 2024, según lo establecido por la LigaPro, fue jugado por 10 equipos que se disputaron el ascenso en una fase clasificatoria formada por dos etapas. En total se jugaron 36 fechas que iniciaron en marzo.
La primera etapa se jugó todos contra todos (18 fechas).
La segunda etapa se jugó de igual manera que la primera todos contra todos (18 fechas).
Concluidas las 36 fechas del torneo los dos primeros de la tabla acumulada ascendieron a la Serie A de Ecuador de 2025. El primero de la tabla general fue proclamado el campeón, el segundo mejor ubicado fue declarado subcampeón.
Los equipos filiales no podían ser considerados para el ascenso, en caso de ubicarse en cualquier posición que implique el ascenso, su lugar lo tomaría el equipo mejor ubicado en la tabla acumulada. Para esta temporada en un inicio se estableció que no habrían descensos a la Segunda Categoría, así en la temporada 2025 la cantidad de clubes aumentaría a 12. Sin embargo el 13 de septiembre de 2024, la Federación Ecuatoriana de Fútbol mediante un Congreso Extraordinario decidió mantener los dos descensos a la Segunda Categoría 2025, de igual manera habrán dos ascensos desde la tercera división y en 2025 se mantendrán 10 clubes en la Serie B.

### Criterios de desempate
El orden de clasificación de los equipos durante la fase de clasificación, se determinó en una tabla de cómputo general, de la siguiente manera:
- 1) Mayor cantidad de puntos.
- 2) Mayor diferencia de goles; en caso de igualdad;
- 3) Mayor cantidad de goles a favor; en caso de igualdad;
- 4) Mayor cantidad de goles convertidos en condición de visitante; en caso de igualdad;
- 5) Mejor performance en los partidos que se enfrentaron entre sí; en caso de igualdad;
- 6) Sorteo público.

## Relevo anual de clubes
| Pos. | Descendidos de la Serie A |
| ---- | ------------------------- |
| 15.ª | Gualaceo                  |
| 16.ª | Guayaquil City            |

| Pos. | Ascendidos de la Serie B |
| ---- | ------------------------ |
| 1.ª  | Macará                   |
| 2.ª  | Imbabura                 |

| Pos. | Descendidos de la Serie B |
| ---- | ------------------------- |
| 9.ª  | América de Quito          |
| 10.ª | Búhos ULVR                |

| Pos. | Ascendidos de la Segunda Categoría |
| ---- | ---------------------------------- |
| 1.ª  | Leones del Norte                   |
| 2.ª  | San Antonio                        |

## Equipos participantes
| Ciudad                               | Entrenador | Estadio           | Capacidad                    | Marca  | Patrocinador    |                                                                              |
| ------------------------------------ | ---------- | ----------------- | ---------------------------- | ------ | --------------- | ---------------------------------------------------------------------------- |
| 9 de Octubre Fútbol Club             | Guayaquil  | Luis Zambrano     | Alejandro Ponce Noboa        | 5000   | Pro Sports      | Ver lista Taurus Fitness Company Common Law S.A.S                            |
| Chacaritas Fútbol Club               | Pelileo    | Silvano Estacio   | Ciudad de Pelileo            | 8000   | Astro           | Ver lista Maroto San Francisco COAC Ltda.                                    |
| Cuniburo Fútbol Club                 | Cayambe    | Juan Grabowski    | Olímpico Atahualpa           | 38 258 | Lotto           | Avena Polaca                                                                 |
| Gualaceo Sporting Club               | Gualaceo   | Geovanny Cumbicus | Jorge Andrade Cantos         | 14 000 | Boman           | Ver lista SURF Internet Fibra Óptica EMAPAS-G EP Ecuagenera Banco del Austro |
| Guayaquil City Fútbol Club           | Guayaquil  | Pool Gavilánez    | Christian Benítez Betancourt | 10 152 | Astro           | Ver lista Ecuabet Fibramax                                                   |
| Club Deportivo Independiente Juniors | Sangolquí  | Javier Rabanal    | Chubb Arena                  | 1000   | Marathon Sports | Ver lista Ecuabet Banco Guayaquil DirecTV                                    |
| Club Deportivo Leones del Norte      | Atuntaqui  | Juan Zubeldía     | Olímpico de Ibarra           | 17 300 | Umbro           | —                                                                            |
| Manta Fútbol Club                    | Manta      | Efrén Mera        | Jocay                        | 22 000 | Jasa Evolution  | Ver lista Atún Isabel Terminal Portuaria de Manta Tadel S.A.                 |
| San Antonio Fútbol Club              | Ibarra     | Álex Vinueza      | Olímpico de Ibarra           | 17 300 | Elohim          | Ver lista Banco Pichincha Fundación Crisfe                                   |
| Club Deportivo Vargas Torres         | Esmeraldas | Luis Tenorio      | Folke Anderson               | 14 000 | Elohim          | Ver lista San Francisco COAC Ltda. El Gran Remate                            |

## Equipos por ubicación geográfica
| Provincia  | N.º | Equipos                            |
| ---------- | --- | ---------------------------------- |
| Guayas     | 2   | - 9 de Octubre - Guayaquil City    |
| Imbabura   | 2   | - Leones del Norte - San Antonio   |
| Pichincha  | 2   | - Cuniburo - Independiente Juniors |
| Azuay      | 1   | - Gualaceo                         |
| Esmeraldas | 1   | - Vargas Torres                    |
| Manabí     | 1   | - Manta                            |
| Tungurahua | 1   | - Chacaritas                       |

| Chacaritas Independiente Jrs. Leones del Norte San Antonio Gualaceo Cuniburo 9 de Octubre Guayaquil City Manta Vargas Torres |

## Cambio de entrenadores
| Equipo           | Pos. | Entrenador saliente | Último partido                     | Fecha | Entrenador sucesor  | Fecha debut | Ref.   |
| ---------------- | ---- | ------------------- | ---------------------------------- | ----- | ------------------- | ----------- | ------ |
| 9 de Octubre     | 10   | Juan Carlos León    | San Antonio 1 : 0 9 de Octubre     | 6.ª   | Dalo Bucaram        | 7.ª         | [ 21 ] |
| Gualaceo         | 8    | Fabián Frías        | Gualaceo 0 : 4 Guayaquil City      | 8.ª   | Geovanny Cumbicus   | 10.ª        | [ 22 ] |
| Chacaritas       | 6    | Joel Vernaza        | Chacaritas 1 : 4 9 de Octubre      | 15.ª  | Víctor Hugo Andrada | 17.ª        | [ 23 ] |
| Leones del Norte | 10   | Franklin Chávez     | San Antonio 0 : 1 Leones del Norte | 15.ª  | Juan Zubeldía       | 17.ª        | [ 24 ] |
| Chacaritas       | 10   | Víctor Hugo Andrada | Guayaquil City 5 : 0 Chacaritas    | 18.ª  | Santiago Hidalgo    | 19.ª        |        |
| Chacaritas       | 9    | Santiago Hidalgo    | Chacaritas 2 : 1 Leones del Norte  | 19.ª  | Homero Valencia     | 20.ª        |        |
| Chacaritas       | 10   | Homero Valencia     | Chacaritas 0 : 0 Guayaquil City    | 33.ª  | Silvano Estacio     | 34.ª        |        |
| 9 de Octubre     | 5    | Dalo Bucaram        | Cuniburo 5 : 2 9 de Octubre        | 34.ª  | Luis Zambrano       | 35.ª        |        |

## Primera etapa

### Clasificación
| Pos. | Equipo                | Pts. | PJ | G  | E | P  | GF | GC | Dif. |
| ---- | --------------------- | ---- | -- | -- | - | -- | -- | -- | ---- |
| 1    | Cuniburo              | 37   | 18 | 12 | 1 | 5  | 25 | 17 | +8   |
| 2    | Independiente Juniors | 30   | 18 | 8  | 6 | 4  | 24 | 12 | +12  |
| 3    | Manta                 | 28   | 18 | 8  | 4 | 6  | 20 | 17 | +3   |
| 4    | Gualaceo              | 26   | 18 | 8  | 2 | 8  | 19 | 22 | −3   |
| 5    | Guayaquil City        | 23   | 18 | 5  | 8 | 5  | 23 | 14 | +9   |
| 6    | 9 de Octubre          | 23   | 18 | 6  | 5 | 7  | 19 | 20 | −1   |
| 7    | Vargas Torres         | 21   | 18 | 4  | 9 | 5  | 16 | 18 | −2   |
| 8    | San Antonio           | 20   | 18 | 4  | 8 | 6  | 15 | 21 | −6   |
| 9    | Leones del Norte      | 18   | 18 | 4  | 6 | 8  | 17 | 23 | −6   |
| 10   | Chacaritas            | 18   | 18 | 5  | 3 | 10 | 14 | 28 | −14  |

 Fuente: LigaPro

### Evolución de la clasificación
| Equipo                | 01 | 02 | 03 | 04 | 05 | 06 | 07 | 08 | 09 | 10 | 11 | 12 | 13 | 14 | 15 | 16 | 17 | 18 |
| --------------------- | -- | -- | -- | -- | -- | -- | -- | -- | -- | -- | -- | -- | -- | -- | -- | -- | -- | -- |
| Cuniburo              | 1  | 1  | 2  | 3  | 6  | 3  | 7  | 3  | 2  | 1  | 1  | 1  | 1  | 1  | 1  | 1  | 1  | 1  |
| Independiente Juniors | 6  | 8  | 5  | 6  | 3  | 1  | 1  | 1  | 1  | 3  | 4  | 2  | 3  | 2  | 2  | 2  | 2  | 2  |
| Manta                 | 2  | 2  | 3  | 2  | 5  | 6  | 2  | 6  | 6  | 4  | 5  | 4  | 2  | 3  | 4  | 3  | 3  | 3  |
| Gualaceo              | 4  | 5  | 8  | 4  | 7  | 4  | 6  | 8  | 7  | 7  | 7  | 6  | 6  | 4  | 3  | 4  | 4  | 4  |
| Guayaquil City        | 7  | 4  | 4  | 5  | 8  | 9  | 10 | 7  | 8  | 8  | 8  | 8  | 8  | 8  | 7  | 5  | 5  | 5  |
| 9 de Octubre          | 10 | 9  | 10 | 10 | 10 | 10 | 9  | 10 | 10 | 10 | 10 | 10 | 10 | 9  | 8  | 9  | 6  | 6  |
| Vargas Torres         | 5  | 7  | 7  | 8  | 4  | 8  | 5  | 5  | 3  | 2  | 2  | 3  | 4  | 5  | 5  | 6  | 7  | 7  |
| San Antonio           | 8  | 10 | 9  | 9  | 9  | 7  | 4  | 4  | 5  | 6  | 6  | 7  | 7  | 7  | 9  | 10 | 10 | 8  |
| Leones del Norte      | 9  | 6  | 6  | 7  | 2  | 5  | 8  | 9  | 9  | 9  | 9  | 9  | 9  | 10 | 10 | 7  | 8  | 9  |
| Chacaritas            | 3  | 3  | 1  | 1  | 1  | 2  | 3  | 2  | 4  | 5  | 3  | 5  | 5  | 6  | 6  | 8  | 9  | 10 |

### Resultados
- Los horarios corresponden al huso horario de Ecuador: (UTC-5).

| Independiente Juniors | 1 - 1 | Vargas Torres    | Banco Guayaquil       | 12 de marzo | 19:00 | ESPN Extra |
| Cuniburo              | 4 - 1 | Leones del Norte | Olímpico Atahualpa    | 13 de marzo | 15:00 | —          |
| 9 de Octubre          | 0 - 3 | Manta            | Alejandro Ponce Noboa | 13 de marzo | 15:00 | —          |
| San Antonio           | 0 - 1 | Gualaceo         | Olímpico de Ibarra    | 13 de marzo | 19:00 | ESPN Extra |
| Chacaritas            | 2 - 1 | Guayaquil City   | Bellavista            | 14 de marzo | 19:00 | ESPN Extra |

| Manta            | 1 - 0 | Independiente Juniors | Jocay                | 18 de marzo | 19:00 | ESPN Extra |
| Vargas Torres    | 1 - 1 | Chacaritas            | Folke Anderson       | 20 de marzo | 15:00 | —          |
| Guayaquil City   | 4 - 0 | San Antonio           | Christian Benítez    | 21 de marzo | 14:00 | ESPN Extra |
| Gualaceo         | 0 - 1 | Cuniburo              | Jorge Andrade Cantos | 21 de marzo | 15:00 | —          |
| Leones del Norte | 2 - 1 | 9 de Octubre          | Olímpico de Ibarra   | 22 de marzo | 19:00 | ESPN Extra |

| San Antonio           | 1 - 0 | Cuniburo         | Olímpico de Ibarra    | 26 de marzo | 19:00 | ESPN Extra |
| Vargas Torres         | 1 - 1 | Leones del Norte | Folke Anderson        | 27 de marzo | 15:00 | —          |
| 9 de Octubre          | 0 - 0 | Guayaquil City   | Alejandro Ponce Noboa | 27 de marzo | 15:00 | —          |
| Independiente Juniors | 3 - 2 | Gualaceo         | Banco Guayaquil       | 27 de marzo | 19:00 | ESPN Extra |
| Chacaritas            | 1 - 0 | Manta            | Bellavista            | 28 de marzo | 16:30 | ESPN Extra |

| Manta          | 0 - 0 | Vargas Torres         | Jocay                | 2 de abril | 19:00 | ESPN Extra |
| San Antonio    | 0 - 0 | Independiente Juniors | Olímpico de Ibarra   | 3 de abril | 15:00 | —          |
| Guayaquil City | 0 - 0 | Leones del Norte      | Christian Benítez    | 3 de abril | 15:00 | —          |
| Cuniburo       | 1 - 2 | Chacaritas            | Banco Guayaquil      | 3 de abril | 19:00 | ESPN Extra |
| Gualaceo       | 2 - 1 | 9 de Octubre          | Jorge Andrade Cantos | 4 de abril | 19:00 | ESPN Extra |

| Independiente Juniors | 1 - 0 | Guayaquil City | Olímpico Atahualpa    | 9 de abril  | 19:00 | ESPN Extra |
| 9 de Octubre          | 1 - 0 | Cuniburo       | Alejandro Ponce Noboa | 10 de abril | 15:00 | —          |
| Vargas Torres         | 1 - 0 | Gualaceo       | Folke Anderson        | 10 de abril | 15:30 | —          |
| Leones del Norte      | 3 - 0 | Manta          | Olímpico de Ibarra    | 10 de abril | 19:00 | ESPN Extra |
| Chacaritas            | 0 - 0 | San Antonio    | Bellavista            | 11 de abril | 19:00 | ESPN Extra |

| Cuniburo       | 2 - 1 | Vargas Torres         | Gonzalo Pozo Ripalda | 16 de abril | 16:30 | ESPN Extra |
| Guayaquil City | 1 - 1 | Manta                 | Christian Benítez    | 16 de abril | 19:00 | ESPN Extra |
| San Antonio    | 1 - 0 | 9 de Octubre          | Olímpico de Ibarra   | 17 de abril | 14:00 | ESPN Extra |
| Chacaritas     | 1 - 5 | Independiente Juniors | Bellavista           | 17 de abril | 15:00 | —          |
| Gualaceo       | 2 - 1 | Leones del Norte      | Jorge Andrade Cantos | 17 de abril | 15:00 | —          |

| Manta                 | 1 - 0 | Gualaceo       | Jocay                 | 23 de abril | 15:00 | —          |
| Vargas Torres         | 2 - 1 | Guayaquil City | Etho Vega             | 23 de abril | 19:00 | ESPN Extra |
| 9 de Octubre          | 1 - 0 | Chacaritas     | Alejandro Ponce Noboa | 24 de abril | 15:00 | —          |
| Leones del Norte      | 0 - 1 | San Antonio    | Olímpico de Ibarra    | 24 de abril | 19:00 | ESPN Extra |
| Independiente Juniors | 4 - 0 | Cuniburo       | Banco Guayaquil       | 25 de abril | 19:00 | ESPN Extra |

| Cuniburo     | 2 - 1 | Manta                 | Olímpico Atahualpa    | 30 de abril | 16:30 | ESPN Extra |
| Chacaritas   | 2 - 0 | Leones del Norte      | Crnl. José Silva Romo | 1 de mayo   | 15:00 | —          |
| Gualaceo     | 0 - 4 | Guayaquil City        | Jorge Andrade Cantos  | 1 de mayo   | 16:30 | ESPN Extra |
| 9 de Octubre | 0 - 0 | Independiente Juniors | Alejandro Ponce Noboa | 2 de mayo   | 15:00 | —          |
| San Antonio  | 2 - 2 | Vargas Torres         | Olímpico de Ibarra    | 2 de mayo   | 19:00 | ESPN Extra |

| Leones del Norte | 1 - 1 | Independiente Juniors | Olímpico de Ibarra   | 7 de mayo | 15:00 | —          |
| Manta            | 1 - 1 | San Antonio           | Jocay                | 7 de mayo | 19:00 | ESPN Extra |
| Guayaquil City   | 0 - 2 | Cuniburo              | Christian Benítez    | 8 de mayo | 15:30 | —          |
| Vargas Torres    | 2 - 1 | 9 de Octubre          | Etho Vega            | 8 de mayo | 19:00 | ESPN Extra |
| Gualaceo         | 1 - 0 | Chacaritas            | Jorge Andrade Cantos | 9 de mayo | 19:00 | ESPN Extra |

| Cuniburo              | 1 - 0 | Gualaceo         | Banco Guayaquil       | 14 de mayo | 15:00 | —          |
| Chacaritas            | 0 - 1 | Vargas Torres    | Bellavista            | 14 de mayo | 19:00 | ESPN Extra |
| 9 de Octubre          | 0 - 0 | Leones del Norte | Alejandro Ponce Noboa | 15 de mayo | 15:00 | —          |
| San Antonio           | 2 - 2 | Guayaquil City   | Olímpico de Ibarra    | 15 de mayo | 19:00 | ESPN Extra |
| Independiente Juniors | 0 - 1 | Manta            | Banco Guayaquil       | 16 de mayo | 19:00 | ESPN Extra |

| Cuniburo         | 0 - 0 | San Antonio           | Olímpico Atahualpa   | 21 de mayo | 16:30 | ESPN Extra |
| Guayaquil City   | 1 - 1 | 9 de Octubre          | Christian Benítez    | 21 de mayo | 19:00 | ESPN Extra |
| Gualaceo         | 3 - 2 | Independiente Juniors | Jorge Andrade Cantos | 22 de mayo | 15:00 | —          |
| Leones del Norte | 2 - 2 | Vargas Torres         | Olímpico de Ibarra   | 22 de mayo | 19:00 | —          |
| Manta            | 0 - 1 | Chacaritas            | Jocay                | 23 de mayo | 19:00 | ESPN Extra |

| Independiente Juniors | 2 - 0 | San Antonio    | Olímpico Atahualpa    | 28 de mayo | 19:00 | ESPN Extra |
| Chacaritas            | 1 - 2 | Cuniburo       | Crnl. José Silva Romo | 29 de mayo | 15:00 | —          |
| 9 de Octubre          | 2 - 2 | Gualaceo       | Alejandro Ponce Noboa | 29 de mayo | 15:00 | —          |
| Leones del Norte      | 0 - 0 | Guayaquil City | Olímpico de Ibarra    | 29 de mayo | 19:00 | ESPN Extra |
| Vargas Torres         | 0 - 1 | Manta          | Etho Vega             | 30 de mayo | 19:00 | ESPN Extra |

| Manta          | 3 - 1 | Leones del Norte      | Jocay                | 4 de junio | 19:00 | ESPN Extra |
| Guayaquil City | 0 - 0 | Independiente Juniors | Christian Benítez    | 5 de junio | 15:00 | —          |
| Gualaceo       | 0 - 0 | Vargas Torres         | Jorge Andrade Cantos | 5 de junio | 15:00 | ESPN Extra |
| Cuniburo       | 3 - 1 | 9 de Octubre          | Olímpico Atahualpa   | 5 de junio | 19:00 | —          |
| San Antonio    | 1 - 1 | Chacaritas            | Olímpico de Ibarra   | 6 de junio | 19:00 | ESPN Extra |

| Vargas Torres         | 0 - 1 | Cuniburo       | Folke Anderson        | 8 de junio | 15:00 | —          |
| Manta                 | 0 - 0 | Guayaquil City | Jocay                 | 8 de junio | 18:00 | ESPN Extra |
| 9 de Octubre          | 2 - 1 | San Antonio    | Alejandro Ponce Noboa | 9 de junio | 15:00 | —          |
| Independiente Juniors | 1 - 0 | Chacaritas     | Chubb Arena           | 9 de junio | 15:30 | ESPN Extra |
| Leones del Norte      | 0 - 1 | Gualaceo       | Olímpico de Ibarra    | 9 de junio | 18:00 | ESPN Extra |

| Guayaquil City | 1 - 0 | Vargas Torres         | Christian Benítez     | 11 de junio | 19:00 | ESPN Extra |
| San Antonio    | 0 - 1 | Leones del Norte      | Olímpico de Ibarra    | 12 de junio | 15:00 | —          |
| Chacaritas     | 1 - 4 | 9 de Octubre          | Crnl. José Silva Romo | 12 de junio | 15:00 | —          |
| Cuniburo       | 1 - 0 | Independiente Juniors | Olímpico Atahualpa    | 12 de junio | 19:00 | ESPN Extra |
| Gualaceo       | 1 - 0 | Manta                 | Jorge Andrade Cantos  | 13 de junio | 19:00 | —          |

| Manta                 | 2 - 1 | Cuniburo     | Jocay              | 18 de junio | 15:00 | — |
| Vargas Torres         | 1 - 1 | San Antonio  | Folke Anderson     | 19 de junio | 15:00 | — |
| Leones del Norte      | 2 - 0 | Chacaritas   | Olímpico de Ibarra | 19 de junio | 15:00 | — |
| Guayaquil City        | 3 - 2 | Gualaceo     | Christian Benítez  | 19 de junio | 15:00 | — |
| Independiente Juniors | 1 - 0 | 9 de Octubre | Chubb Arena        | 20 de junio | 15:00 | — |

| San Antonio           | 3 - 4 | Manta            | Olímpico de Ibarra    | 25 de junio | 15:00 | ECDF |
| Independiente Juniors | 2 - 0 | Leones del Norte | Chubb Arena           | 26 de junio | 15:00 | ECDF |
| Chacaritas            | 1 - 2 | Gualaceo         | Crnl. José Silva Romo | 26 de junio | 15:00 | —    |
| 9 de Octubre          | 2 - 0 | Vargas Torres    | Alejandro Ponce Noboa | 26 de junio | 15:00 | —    |
| Cuniburo              | 1 - 0 | Guayaquil City   | Chubb Arena           | 27 de junio | 15:00 | ECDF |

| Guayaquil City   | 5 - 0 | Chacaritas            | Christian Benítez    | 2 de julio | 15:00 | ECDF |
| Gualaceo         | 0 - 1 | San Antonio           | Jorge Andrade Cantos | 3 de julio | 15:00 | ECDF |
| Leones del Norte | 2 - 3 | Cuniburo              | Olímpico de Ibarra   | 3 de julio | 15:00 | —    |
| Vargas Torres    | 1 - 1 | Independiente Juniors | Etho Vega            | 3 de julio | 15:00 | —    |
| Manta            | 1 - 2 | 9 de Octubre          | Jocay                | 4 de julio | 15:00 | ECDF |

## Segunda etapa

### Clasificación
| Pos. | Equipo                | Pts. | PJ | G  | E | P  | GF | GC | Dif. |
| ---- | --------------------- | ---- | -- | -- | - | -- | -- | -- | ---- |
| 1    | Guayaquil City        | 36   | 18 | 10 | 6 | 2  | 28 | 11 | +17  |
| 2    | Cuniburo              | 32   | 18 | 9  | 5 | 4  | 39 | 20 | +19  |
| 3    | Manta                 | 32   | 18 | 9  | 5 | 4  | 25 | 22 | +3   |
| 4    | Independiente Juniors | 27   | 18 | 7  | 6 | 5  | 26 | 18 | +8   |
| 5    | San Antonio           | 24   | 18 | 5  | 9 | 4  | 12 | 11 | +1   |
| 6    | 9 de Octubre          | 24   | 18 | 6  | 6 | 6  | 19 | 20 | −1   |
| 7    | Gualaceo              | 21   | 18 | 5  | 6 | 7  | 10 | 17 | −7   |
| 8    | Leones del Norte      | 19   | 18 | 4  | 7 | 7  | 13 | 15 | −2   |
| 9    | Vargas Torres         | 12   | 18 | 1  | 9 | 8  | 10 | 27 | −17  |
| 10   | Chacaritas            | 10   | 18 | 1  | 7 | 10 | 11 | 32 | −21  |

 Fuente: LigaPro

### Evolución de la clasificación
| Equipo                | 01 | 02 | 03 | 04 | 05 | 06 | 07 | 08 | 09 | 10 | 11 | 12 | 13 | 14 | 15 | 16 | 17 | 18 |
| --------------------- | -- | -- | -- | -- | -- | -- | -- | -- | -- | -- | -- | -- | -- | -- | -- | -- | -- | -- |
| Guayaquil City        | 2  | 2  | 4  | 3  | 3  | 2  | 1  | 2  | 2  | 3  | 1  | 1  | 1  | 1  | 1  | 1  | 1  | 1  |
| Cuniburo              | 4  | 1  | 2  | 2  | 2  | 1  | 2  | 1  | 1  | 2  | 3  | 3  | 5  | 4  | 4  | 3  | 3  | 2  |
| Manta                 | 3  | 10 | 10 | 6  | 5  | 6  | 7  | 7  | 7  | 6  | 5  | 5  | 4  | 3  | 3  | 2  | 2  | 3  |
| Independiente Juniors | 5  | 3  | 1  | 1  | 1  | 3  | 3  | 3  | 3  | 1  | 2  | 2  | 2  | 2  | 2  | 4  | 4  | 4  |
| San Antonio           | 8  | 9  | 9  | 8  | 7  | 7  | 6  | 6  | 5  | 7  | 6  | 7  | 7  | 6  | 6  | 6  | 5  | 5  |
| 9 de Octubre          | 6  | 6  | 3  | 4  | 4  | 4  | 4  | 4  | 4  | 4  | 4  | 4  | 3  | 5  | 5  | 5  | 6  | 6  |
| Gualaceo              | 7  | 4  | 5  | 5  | 6  | 5  | 5  | 5  | 6  | 5  | 7  | 6  | 6  | 7  | 7  | 7  | 7  | 7  |
| Leones del Norte      | 10 | 7  | 7  | 7  | 9  | 9  | 9  | 8  | 8  | 8  | 8  | 8  | 8  | 8  | 8  | 8  | 8  | 8  |
| Vargas Torres         | 9  | 8  | 8  | 10 | 10 | 10 | 10 | 10 | 10 | 10 | 10 | 9  | 9  | 10 | 10 | 9  | 9  | 9  |
| Chacaritas            | 1  | 5  | 6  | 9  | 8  | 8  | 8  | 9  | 9  | 9  | 9  | 10 | 10 | 9  | 9  | 10 | 10 | 10 |

| 1. |

### Resultados
- Los horarios corresponden al huso horario de Ecuador: (UTC-5).

| San Antonio           | 0 - 0 | Vargas Torres    | Olímpico de Ibarra    | 9 de julio  | 15:00 | ECDF |
| Chacaritas            | 2 - 1 | Leones del Norte | Crnl. José Silva Romo | 10 de julio | 15:00 | ECDF |
| 9 de Octubre          | 0 - 0 | Gualaceo         | Alejandro Ponce Noboa | 10 de julio | 15:00 | —    |
| Independiente Juniors | 1 - 1 | Cuniburo         | Chubb Arena           | 11 de julio | 15:00 | —    |
| Manta                 | 2 - 2 | Guayaquil City   | Jocay                 | 11 de julio | 15:00 | ECDF |

| Independiente Juniors | 2 - 0 | Chacaritas   | Chubb Arena        | 16 de julio | 15:00 | ECDF |
| Guayaquil City        | 2 - 0 | San Antonio  | Christian Benítez  | 17 de julio | 15:00 | ECDF |
| Cuniburo              | 6 - 2 | Manta        | Olímpico de Ibarra | 17 de julio | 15:00 | —    |
| Vargas Torres         | 0 - 1 | Gualaceo     | Folke Anderson     | 17 de julio | 15:00 | —    |
| Leones del Norte      | 0 - 0 | 9 de Octubre | Olímpico de Ibarra | 18 de julio | 15:00 | ECDF |

| San Antonio   | 1 - 1 | Cuniburo              | Olímpico de Ibarra    | 23 de julio | 15:00 | ECDF |
| 9 de Octubre  | 4 - 1 | Chacaritas            | Alejandro Ponce Noboa | 24 de julio | 15:00 | —    |
| Manta         | 0 - 2 | Independiente Juniors | Jocay                 | 24 de julio | 15:00 | ECDF |
| Vargas Torres | 0 - 0 | Leones del Norte      | Folke Anderson        | 25 de julio | 15:00 | —    |
| Gualaceo      | 0 - 0 | Guayaquil City        | Jorge Andrade Cantos  | 25 de julio | 16:00 | ECDF |

| Leones del Norte      | 0 - 0 | San Antonio   | Olímpico de Ibarra    | 30 de julio | 19:00 | ECDF |
| Independiente Juniors | 2 - 1 | 9 de Octubre  | Chubb Arena           | 31 de julio | 15:00 | —    |
| Chacaritas            | 0 - 1 | Manta         | Crnl. José Silva Romo | 31 de julio | 16:00 | —    |
| Cuniburo              | 2 - 0 | Gualaceo      | Olímpico Atahualpa    | 31 de julio | 19:00 | ECDF |
| Guayaquil City        | 3 - 0 | Vargas Torres | Christian Benítez     | 1 de agosto | 19:00 | ECDF |

| Manta          | 2 - 1 | Leones del Norte      | Jocay                | 6 de agosto | 19:00 | Zapping Sports ECDF |
| Vargas Torres  | 0 - 1 | 9 de Octubre          | Etho Vega            | 7 de agosto | 19:00 | Zapping Sports ECDF |
| Guayaquil City | 2 - 2 | Cuniburo              | Christian Benítez    | 8 de agosto | 15:30 | Zapping Sports ECDF |
| San Antonio    | 1 - 1 | Independiente Juniors | Olímpico de Ibarra   | 8 de agosto | 19:00 | Zapping Sports ECDF |
| Gualaceo       | 0 - 0 | Chacaritas            | Jorge Andrade Cantos | 9 de agosto | 15:30 | Zapping Sports ECDF |

| Leones del Norte      | 0 - 1 | Gualaceo       | Olímpico de Ibarra    | 13 de agosto | 19:00 | ECDF LigaPro |
| Chacaritas            | 0 - 0 | San Antonio    | Crnl. José Silva Romo | 14 de agosto | 19:00 | ECDF LigaPro |
| 9 de Octubre          | 1 - 0 | Manta          | Alejandro Ponce Noboa | 15 de agosto | 15:30 | ECDF LigaPro |
| Cuniburo              | 2 - 0 | Vargas Torres  | Olímpico Atahualpa    | 16 de agosto | 15:30 | ECDF LigaPro |
| Independiente Juniors | 2 - 3 | Guayaquil City | Banco Guayaquil       | 17 de agosto | 11:30 | ECDF LigaPro |

| Cuniburo       | 1 - 0 | Leones del Norte      | Olímpico Atahualpa   | 20 de agosto | 19:00 | ECDF LigaPro |
| Gualaceo       | 1 - 1 | Manta                 | Jorge Andrade Cantos | 21 de agosto | 19:00 | ECDF LigaPro |
| Guayaquil City | 3 - 0 | Chacaritas            | Christian Benítez    | 22 de agosto | 15:30 | ECDF LigaPro |
| San Antonio    | 1 - 0 | 9 de Octubre          | Olímpico de Ibarra   | 22 de agosto | 19:00 | ECDF LigaPro |
| Vargas Torres  | 0 - 0 | Independiente Juniors | Folke Anderson       | 23 de agosto | 15:30 | ECDF LigaPro |

| Chacaritas            | 1 - 1 | Vargas Torres  | Crnl. José Silva Romo | 27 de agosto    | 19:00 | ECDF LigaPro |
| Leones del Norte      | 1 - 0 | Guayaquil City | Olímpico de Ibarra    | 28 de agosto    | 19:00 | ECDF LigaPro |
| Manta                 | 0 - 0 | San Antonio    | Jocay                 | 29 de agosto    | 19:00 | ECDF LigaPro |
| Independiente Juniors | 4 - 1 | Gualaceo       | Chubb Arena           | 30 de agosto    | 15:30 | ECDF LigaPro |
| 9 de Octubre          | 3 - 2 | Cuniburo       | Alejandro Ponce Noboa | 1 de septiembre | 11:30 | ECDF LigaPro |

| Leones del Norte | 0 - 1 | Independiente Juniors | Olímpico de Ibarra   | 3 de septiembre | 19:00 | ECDF LigaPro |
| Cuniburo         | 2 - 0 | Chacaritas            | Olímpico Atahualpa   | 4 de septiembre | 15:30 | ECDF LigaPro |
| Guayaquil City   | 1 - 0 | 9 de Octubre          | Christian Benítez    | 4 de septiembre | 19:00 | ECDF LigaPro |
| Vargas Torres    | 0 - 0 | Manta                 | Folke Anderson       | 5 de septiembre | 15:30 | ECDF LigaPro |
| Gualaceo         | 0 - 1 | San Antonio           | Jorge Andrade Cantos | 5 de septiembre | 19:00 | ECDF LigaPro |

| 9 de Octubre | 1 - 0 | Leones del Norte      | Alejandro Ponce Noboa | 7 de septiembre | 15:30 | ECDF LigaPro |
| Chacaritas   | 0 - 2 | Independiente Juniors | Crnl. José Silva Romo | 7 de septiembre | 19:00 | ECDF LigaPro |
| Gualaceo     | 1 - 0 | Vargas Torres         | Jorge Andrade Cantos  | 8 de septiembre | 13:30 | ECDF LigaPro |
| Manta        | 1 - 0 | Cuniburo              | Jocay                 | 8 de septiembre | 15:30 | ECDF LigaPro |
| San Antonio  | 2 - 0 | Guayaquil City        | Olímpico de Ibarra    | 13 de octubre   | 15:30 | ECDF LigaPro |

| Chacaritas            | 1 - 1 | 9 de Octubre  | Bellavista         | 11 de septiembre | 19:00 | ECDF LigaPro |
| Leones del Norte      | 1 - 1 | Vargas Torres | Olímpico de Ibarra | 12 de septiembre | 13:00 | ECDF LigaPro |
| Independiente Juniors | 1 - 2 | Manta         | Chubb Arena        | 12 de septiembre | 15:30 | ECDF LigaPro |
| Cuniburo              | 0 - 0 | San Antonio   | Olímpico Atahualpa | 12 de septiembre | 18:00 | ECDF LigaPro |
| Guayaquil City        | 3 - 1 | Gualaceo      | Christian Benítez  | 13 de septiembre | 15:30 | ECDF LigaPro |

| San Antonio   | 0 - 1 | Leones del Norte      | Olímpico de Ibarra    | 17 de septiembre | 19:00 | ECDF LigaPro |
| Gualaceo      | 1 - 0 | Cuniburo              | Jorge Andrade Cantos  | 18 de septiembre | 16:00 | ECDF LigaPro |
| 9 de Octubre  | 2 - 2 | Independiente Juniors | Alejandro Ponce Noboa | 19 de septiembre | 15:30 | ECDF LigaPro |
| Vargas Torres | 1 - 1 | Guayaquil City        | Etho Vega             | 19 de septiembre | 19:00 | ECDF LigaPro |
| Manta         | 2 - 1 | Chacaritas            | Jocay                 | 20 de septiembre | 15:30 | ECDF LigaPro |

| Chacaritas            | 1 - 1 | Gualaceo       | Crnl. José Silva Romo | 24 de septiembre | 16:30 | ECDF LigaPro |
| 9 de Octubre          | 0 - 0 | Vargas Torres  | Alejandro Ponce Noboa | 26 de septiembre | 15:30 | ECDF LigaPro |
| Leones del Norte      | 1 - 1 | Manta          | Olímpico de Ibarra    | 26 de septiembre | 16:00 | ECDF LigaPro |
| Independiente Juniors | 0 - 1 | San Antonio    | Chubb Arena           | 27 de septiembre | 15:30 | ECDF LigaPro |
| Cuniburo              | 0 - 1 | Guayaquil City | Olímpico de Ibarra    | 29 de septiembre | 16:00 | ECDF LigaPro |

| Gualaceo       | 0 - 2 | Leones del Norte      | Jorge Andrade Cantos | 1 de octubre | 15:30 | ECDF LigaPro |
| San Antonio    | 1 - 1 | Chacaritas            | Olímpico de Ibarra   | 2 de octubre | 15:30 | ECDF LigaPro |
| Guayaquil City | 0 - 0 | Independiente Juniors | Christian Benítez    | 3 de octubre | 15:30 | ECDF LigaPro |
| Manta          | 2 - 1 | 9 de Octubre          | Jocay                | 3 de octubre | 15:30 | ECDF LigaPro |
| Vargas Torres  | 1 - 5 | Cuniburo              | Folke Anderson       | 4 de octubre | 15:30 | ECDF LigaPro |

| 9 de Octubre          | 2 - 1 | San Antonio    | Alejandro Ponce Noboa | 9 de octubre  | 15:30 | ECDF LigaPro |
| Chacaritas            | 0 - 0 | Guayaquil City | Bellavista            | 9 de octubre  | 15:30 | ECDF LigaPro |
| Independiente Juniors | 2 - 0 | Vargas Torres  | Banco Guayaquil       | 11 de octubre | 15:30 | ECDF LigaPro |
| Manta                 | 1 - 0 | Gualaceo       | Jocay                 | 11 de octubre | 15:30 | ECDF LigaPro |
| Leones del Norte      | 2 - 2 | Cuniburo       | Olímpico de Ibarra    | 12 de octubre | 15:30 | ECDF LigaPro |

| Gualaceo       | 2 - 1 | Independiente Juniors | Jorge Andrade Cantos | 16 de octubre | 15:30 | ECDF LigaPro |
| Cuniburo       | 5 - 2 | 9 de Octubre          | Chubb Arena          | 16 de octubre | 15:30 | ECDF LigaPro |
| Vargas Torres  | 4 - 2 | Chacaritas            | Folke Anderson       | 17 de octubre | 15:30 | ECDF LigaPro |
| San Antonio    | 1 - 2 | Manta                 | Olímpico de Ibarra   | 17 de octubre | 15:30 | ECDF LigaPro |
| Guayaquil City | 2 - 0 | Leones del Norte      | Christian Benítez    | 18 de octubre | 15:30 | ECDF LigaPro |

| San Antonio           | 1 - 0 | Gualaceo         | Olímpico de Ibarra    | 23 de octubre | 15:30 | ECDF LigaPro |
| Independiente Juniors | 1 - 1 | Leones del Norte | Chubb Arena           | 24 de octubre | 15:30 | ECDF LigaPro |
| Chacaritas            | 1 - 5 | Cuniburo (C)     | Crnl. José Silva Romo | 24 de octubre | 15:30 | ECDF LigaPro |
| Manta                 | 6 - 1 | Vargas Torres    | Jocay                 | 24 de octubre | 15:30 | ECDF LigaPro |
| 9 de Octubre          | 0 - 2 | Guayaquil City   | Alejandro Ponce Noboa | 24 de octubre | 15:30 | ECDF LigaPro |

| Vargas Torres    | 1 - 1 | San Antonio           | Folke Anderson     | 29 de octubre | 15:00 | ECDF LigaPro |
| Leones del Norte | 2 - 0 | Chacaritas            | Olímpico de Ibarra | 29 de octubre | 15:00 | ECDF LigaPro |
| Guayaquil City   | 3 - 0 | Manta                 | Christian Benítez  | 29 de octubre | 15:00 | ECDF LigaPro |
| Cuniburo         | 3 - 2 | Independiente Juniors | Olímpico Atahualpa | 30 de octubre | 15:00 | ECDF LigaPro |
| Gualaceo         | 0 - 0 | 9 de Octubre          | Reina del Cisne    | 30 de octubre | 15:00 | ECDF LigaPro |

## Tabla acumulada

### Clasificación
| Pos. | Equipo                | Pts. | PJ | G  | E  | P  | GF | GC | Dif. |  |
| ---- | --------------------- | ---- | -- | -- | -- | -- | -- | -- | ---- |  |
| 1    | Cuniburo (C, A)       | 69   | 36 | 21 | 6  | 9  | 64 | 37 | +27  |  |
| 2    | Manta (A)             | 60   | 36 | 17 | 9  | 10 | 45 | 39 | +6   |  |
| 3    | Guayaquil City        | 59   | 36 | 15 | 14 | 7  | 51 | 25 | +26  |  |
| 4    | Independiente Juniors | 57   | 36 | 15 | 12 | 9  | 50 | 30 | +20  |  |
| 5    | 9 de Octubre          | 47   | 36 | 12 | 11 | 13 | 38 | 40 | −2   |  |
| 6    | Gualaceo              | 47   | 36 | 13 | 8  | 15 | 29 | 39 | −10  |  |
| 7    | San Antonio           | 44   | 36 | 9  | 17 | 10 | 27 | 32 | −5   |  |
| 8    | Leones del Norte      | 37   | 36 | 8  | 13 | 15 | 30 | 38 | −8   |  |
| 9    | Vargas Torres (D)     | 33   | 36 | 5  | 18 | 13 | 26 | 45 | −19  |  |
| 10   | Chacaritas (D)        | 28   | 36 | 6  | 10 | 20 | 25 | 60 | −35  |  |

 Fuente: LigaPro
Notas:
1. 1 2  Los equipos filiales no fueron elegibles para el ascenso.

|  | Ascendidos a la Serie A 2025.            |
|  | Descendidos a la Segunda Categoría 2025. |

### Evolución de la clasificación general
| Equipo                | 19 | 20 | 21 | 22 | 23 | 24 | 25 | 26 | 27 | 28 | 29 | 30 | 31 | 32 | 33 | 34 | 35 | 36 |
| --------------------- | -- | -- | -- | -- | -- | -- | -- | -- | -- | -- | -- | -- | -- | -- | -- | -- | -- | -- |
| Cuniburo              | 1  | 1  | 1  | 1  | 1  | 1  | 1  | 1  | 1  | 1  | 1  | 1  | 1  | 1  | 1  | 1  | 1  | 1  |
| Manta                 | 3  | 4  | 4  | 3  | 3  | 4  | 4  | 5  | 4  | 4  | 4  | 3  | 4  | 3  | 3  | 2  | 2  | 2  |
| Guayaquil City        | 5  | 6  | 5  | 4  | 4  | 3  | 3  | 3  | 3  | 3  | 3  | 4  | 3  | 4  | 4  | 4  | 4  | 3  |
| Independiente Juniors | 2  | 2  | 2  | 2  | 2  | 2  | 2  | 2  | 2  | 2  | 2  | 2  | 2  | 2  | 2  | 3  | 3  | 4  |
| 9 de Octubre          | 6  | 6  | 6  | 6  | 6  | 6  | 6  | 4  | 5  | 5  | 5  | 5  | 5  | 5  | 5  | 5  | 5  | 5  |
| Gualaceo              | 4  | 3  | 3  | 5  | 5  | 5  | 5  | 6  | 6  | 6  | 6  | 6  | 6  | 6  | 6  | 6  | 6  | 6  |
| San Antonio           | 8  | 8  | 8  | 8  | 7  | 7  | 7  | 7  | 7  | 7  | 7  | 7  | 7  | 7  | 7  | 7  | 7  | 7  |
| Leones del Norte      | 10 | 10 | 10 | 9  | 10 | 10 | 10 | 9  | 9  | 9  | 9  | 8  | 8  | 8  | 8  | 8  | 8  | 8  |
| Vargas Torres         | 7  | 7  | 7  | 7  | 8  | 8  | 8  | 8  | 8  | 8  | 8  | 9  | 9  | 9  | 9  | 9  | 9  | 9  |
| Chacaritas            | 9  | 9  | 9  | 10 | 9  | 9  | 9  | 10 | 10 | 10 | 10 | 10 | 10 | 10 | 10 | 10 | 10 | 10 |

| 1. |

### Tabla de resultados cruzados
| Local \ Visitante     | 9OC | CHA | CUN | GUA | GCY | IJR | LNO | MAN | SAN | VRT |
| --------------------- | --- | --- | --- | --- | --- | --- | --- | --- | --- | --- |
| 9 de Octubre          | —   | 1–0 | 1–0 | 2–2 | 0–0 | 0–0 | 0–0 | 0–3 | 2–1 | 2–0 |
| Chacaritas            | 1–4 | —   | 1–2 | 1–2 | 2–1 | 1–5 | 2–0 | 1–0 | 0–0 | 0–1 |
| Cuniburo              | 3–1 | 1–2 | —   | 1–0 | 1–0 | 1–0 | 4–1 | 2–1 | 0–0 | 2–1 |
| Gualaceo              | 2–1 | 1–0 | 0–1 | —   | 0–4 | 3–2 | 2–1 | 1–0 | 0–1 | 0–0 |
| Guayaquil City        | 1–1 | 5–0 | 0–2 | 3–2 | —   | 0–0 | 0–0 | 1–1 | 4–0 | 1–0 |
| Independiente Juniors | 1–0 | 1–0 | 4–0 | 3–2 | 1–0 | —   | 2–0 | 0–1 | 2–0 | 1–1 |
| Leones del Norte      | 2–1 | 2–0 | 2–3 | 0–1 | 0–0 | 1–1 | —   | 3–0 | 0–1 | 2–2 |
| Manta                 | 1–2 | 0–1 | 2–1 | 1–0 | 0–0 | 1–0 | 3–1 | —   | 1–1 | 0–0 |
| San Antonio           | 1–0 | 1–1 | 1–0 | 0–1 | 2–2 | 0–0 | 0–1 | 3–4 | —   | 2–2 |
| Vargas Torres         | 2–1 | 1–1 | 0–1 | 1–0 | 2–1 | 1–1 | 1–1 | 0–1 | 1–1 | —   |

| Local \ Visitante     | 9OC | CHA | CUN | GUA | GCY | IJR | LNO | MAN | SAN | VRT |
| --------------------- | --- | --- | --- | --- | --- | --- | --- | --- | --- | --- |
| 9 de Octubre          | —   | 4–1 | 3–2 | 0–0 | 0–2 | 2–2 | 1–0 | 1–0 | 2–1 | 0–0 |
| Chacaritas            | 1–1 | —   | 1–5 | 1–1 | 0–0 | 0–2 | 2–1 | 0–1 | 0–0 | 1–1 |
| Cuniburo              | 5–2 | 2–0 | —   | 2–0 | 0–1 | 3–2 | 1–0 | 6–2 | 0–0 | 2–0 |
| Gualaceo              | 0–0 | 0–0 | 1–0 | —   | 0–0 | 2–1 | 0–2 | 1–1 | 0–1 | 1–0 |
| Guayaquil City        | 1–0 | 3–0 | 2–2 | 3–1 | —   | 0–0 | 2–0 | 3–0 | 2–0 | 3–0 |
| Independiente Juniors | 2–1 | 2–0 | 1–1 | 4–1 | 2–3 | —   | 1–1 | 1–2 | 0–1 | 2–0 |
| Leones del Norte      | 0–0 | 2–0 | 2–2 | 0–1 | 1–0 | 0–1 | —   | 1–1 | 0–0 | 1–1 |
| Manta                 | 2–1 | 2–1 | 1–0 | 1–0 | 2–2 | 0–2 | 2–1 | —   | 0–0 | 6–1 |
| San Antonio           | 1–0 | 1–1 | 1–1 | 1–0 | 2–0 | 1–1 | 0–1 | 1–2 | —   | 0–0 |
| Vargas Torres         | 0–1 | 4–2 | 1–5 | 0–1 | 1–1 | 0–0 | 0–0 | 0–0 | 1–1 | —   |

### Campeón
|                                                        |
| Cuniburo Fútbol Club 1.er título Ascendió a la Serie A |
| También ascendió Manta Fútbol Club como subcampeón.    |

## Goleadores
- Actualizado el 30 de octubre de 2024.

| Jugador              | Equipo         |    | PJ | Promedio | Penalti |
| -------------------- | -------------- | -- | -- | -------- | ------- |
| 1. José Lugo         | Cuniburo       | 21 | 33 | 0.64     | 0       |
| 2. Daniel Valencia   | Manta          | 17 | 35 | 0.49     | 4       |
| 3. Edinson Mero      | Guayaquil City | 17 | 36 | 0.47     | 3       |
| 4. Rafael Monti      | Cuniburo       | 12 | 17 | 0.71     | 0       |
| 5. Felipe Mejía      | 9 de Octubre   | 12 | 31 | 0.39     | 2       |
| 6. Miler Bolaños     | Guayaquil City | 10 | 31 | 0.32     | 3       |
| 7. Walberto Caicedo  | 9 de Octubre   | 10 | 33 | 0.30     | 0       |
| 8. Kevin Ushiña      | Cuniburo       | 9  | 35 | 0.26     | 0       |
| 9. Jersson Rodríguez | Chacaritas     | 8  | 24 | 0.33     | 0       |
| 10. Darlin Leiton    | Manta          | 7  | 32 | 0.22     | 1       |

### Tripletes, pokers o más
- Actualizado el 29 de octubre de 2024.

| Fecha      | Jugador        | Goles           | Local          | Resultado | Visitante  |
| ---------- | -------------- | --------------- | -------------- | --------- | ---------- |
| 24/7/2024  | Felipe Mejía   | 57' · 80' · 86' | 9 de Octubre   | 4 - 1     | Chacaritas |
| 29/10/2024 | Jhon Santacruz | 11' · 60' · 70' | Guayaquil City | 3 - 0     | Manta      |

### Autogoles
- Actualizado el 29 de octubre de 2024.

| Fecha      | Jugador         | Autogoles | Local                 | Resultado | Visitante        |
| ---------- | --------------- | --------- | --------------------- | --------- | ---------------- |
| 22/5/2024  | Luis Lastra     | 23'       | Leones del Norte      | 2 - 2     | Vargas Torres    |
| 26/6/2024  | Luis Lastra     | 31'       | Independiente Juniors | 2 - 0     | Leones del Norte |
| 4/10/2024  | Alan Aguirre    | 70'       | Vargas Torres         | 1 - 5     | Cuniburo         |
| 17/10/2024 | Joffre Revelo   | 33'       | Vargas Torres         | 4 - 2     | Chacaritas       |
| 18/10/2024 | Elías Garcete   | 29'       | Guayaquil City        | 2 - 0     | Leones del Norte |
| 29/10/2024 | Marcos Delpadre | 81'       | Vargas Torres         | 1 - 1     | San Antonio      |